# Normas Internacionales de Información Financiera
Las Normas Internacionales de Información Financiera (NIIF), también conocidas por sus siglas en inglés como IFRS (International Financial Reporting Standards), son estándares técnicos contables adoptadas por el IASB, institución privada con sede en Londres. Constituyen los Estándares Internacionales o normas internacionales en el desarrollo de la actividad contable y suponen un manual contable de la forma como es aceptable en el mundo.
Las normas se conocen con las siglas NIC y NIIF dependiendo de cuándo fueron aprobadas y se matizan a través de las "interpretaciones" que se conocen con las siglas SIC y CINIIF.
Las normas contables dictadas entre 1973 y 2001, reciben el nombre de "Normas Internacionales de Contabilidad" (NIC) y fueron dictadas por el Comité de Normas Internacionales de Contabilidad (IASC), precedente de la actual Junta de Normas Internacionales de Contabilidad (IASB). Desde abril de 2001, año de constitución del IASB, este organismo adoptó todas las NIC y continuó su desarrollo, denominando a las nuevas normas como "Normas Internacionales de Información Financiera" (NIIF). Los IFRS - NIIF en los estados financieros desconocen los impactos sociales y ambientales que originan las organizaciones.

## Adopción de las NIIF a nivel internacional
Las NIIF son usadas en muchas partes del mundo, entre los que se incluye la Unión Europea, Hong Kong, Australia,  Irlanda, Chile, Colombia, Malasia, Pakistán, India, Panamá, Guatemala, Perú, Rusia, Sudáfrica, Singapur, Turquía, Ecuador, Costa Rica,  Nicaragua y El Salvador. Desde el 28 de marzo de 2008, alrededor de 75 países obligan el uso de las NIIF, o parte de ellas. Otros muchos países han decidido adoptar las normas en el futuro, bien mediante su aplicación directa o a través de su adaptación en las legislaciones nacionales de los distintos países.
Desde 2002 se ha producido también un acercamiento entre el IASB International Accounting Standards Board y el FASB Financial Accounting Standards Board, entidad encargada de la elaboración de las normas contables en Estados Unidos, para tratar de armonizar las normas internacionales con las norteamericanas. 
En Estados Unidos las entidades cotizadas en bolsa tendrán la posibilidad de elegir si presentan sus estados financieros bajo US GAAP (el estándar nacional) o bajo NIC.
Las NIIF han sido adoptadas oficialmente por la Unión Europea como sus normas contables, pero solo después de pasar por la revisión del EFRAG, por lo que para comprobar cuáles son aplicables en la que hay que comprobar su estatuto oficial.
| Norma  | Descripción                                                                                           |
| NIC 1  | Presentación de Estados Financieros                                                                   |
| NIC 2  | Inventarios                                                                                           |
| NIC 7  | Estado de flujos de efectivo                                                                          |
| NIC 8  | Políticas contables, cambios en las estimaciones contables y errores                                  |
| NIC 10 | Hechos ocurridos después del periodo sobre el que se informa                                          |
| NIC 12 | Impuesto a las ganancias                                                                              |
| NIC 16 | Propiedades, Planta y Equipo                                                                          |
| NIC 19 | Beneficios a los empleados                                                                            |
| NIC 20 | Contabilización de las subvenciones del gobierno e información a revelar sobre ayudas gubernamentales |
| NIC 21 | Efectos de las variaciones en las tasas de cambio de la moneda extranjera                             |
| NIC 23 | Costos por préstamos                                                                                  |
| NIC 24 | Información a revelar sobre partes relacionadas                                                       |
| NIC 26 | Contabilización e información financiera sobre planes de beneficio por retiro                         |
| NIC 27 | Estados financieros separados                                                                         |
| NIC 28 | Inversiones en asociadas y negocios conjuntos                                                         |
| NIC 29 | Información financiera en economías hiperinflacionarias                                               |
| NIC 32 | Instrumentos financieros: Presentación                                                                |
| NIC 33 | Ganancias por acción                                                                                  |
| NIC 34 | Información financiera intermedia                                                                     |
| NIC 36 | Deterioro del valor de los activos                                                                    |
| NIC 37 | Provisiones, pasivos contingentes y activos contingentes                                              |
| NIC 38 | Activos intangibles                                                                                   |
| NIC 39 | Instrumentos financieros: Reconocimiento y medición                                                   |
| NIC 40 | Propiedades de inversión                                                                              |
| NIC 41 | Agricultura                                                                                           |

| Norma   | Descripción                                                                      |
| NIIF 1  | Adopción por primera vez de las normas internacionales de información financiera |
| NIIF 2  | Pagos basados en acciones                                                        |
| NIIF 3  | Combinaciones de negocios                                                        |
| NIIF 4  | Contratos de seguro                                                              |
| NIIF 5  | Activos no corrientes mantenidos para la venta y operaciones discontinuadas      |
| NIIF 6  | Exploración y evaluación de recursos minerales                                   |
| NIIF 7  | Instrumentos financieros: Información a revelar                                  |
| NIIF 8  | Segmentos de operación                                                           |
| NIIF 9  | Instrumentos Financieros                                                         |
| NIIF 10 | Estados Financieros Consolidados                                                 |
| NIIF 11 | Acuerdos Conjuntos                                                               |
| NIIF 12 | Información a Revelar sobre Participaciones en Otras Entidades                   |
| NIIF 13 | Mediciones del Valor Razonable                                                   |
| NIIF 14 | Cuentas de Diferimientos de Actividades Reguladas                                |
| NIIF 15 | Ingresos de Actividades Ordinarias Procedentes de Contratos con Clientes         |
| NIIF 16 | Arrendamientos                                                                   |
| NIIF 17 | Contratos de seguro                                                              |

CINIIF 1 Cambios en pasivos existentes por desmantelamiento, restauración y similares
CINIIF 2 Aportaciones de los socios de entidades cooperativas e instrumentos similares
CINIIF 4 Determinación de si un acuerdo contiene un arrendamiento
CINIIF 5 Derechos por la participación en fondos para el desmantelamiento, la restauración y la rehabilitación medioambiental
CINIIF 6 Obligaciones surgidas de la participación en mercados específicos — Residuos de aparatos eléctricos y electrónicos
CINIIF 7 Aplicación del procedimiento de la reexpresión según la NIC 29 Información financiera en economías hiperinflacionarias
CINIIF 8 Alcance de la NIIF 2
CINIIF 9 Nueva evaluación de los derivados implícitos
CINIIF 10 Información financiera intermedia y deterioro del valor
NIIF 11 
NIIF 2 — Transacciones con acciones propias y del grupo
NIIF 12 Acuerdos de Concesión de Servicios
NIIF 17 Distribución de Activos no Monetarios a Accionistas
SIC-7
Introducción del euro
SIC-10
Ayudas Públicas — Sin relación específica con actividades de explotación
SIC-12
Consolidación — Entidades con cometido especial
SIC-13
Entidades controladas conjuntamente — Aportaciones no monetarias de los partícipes
SIC-15
Arrendamientos operativos — Incentivos
SIC-21
Impuesto sobre las ganancias — Recuperación de activos no depreciables revaluados
SIC-25
Impuesto sobre las ganancias — Cambios en la situación fiscal de la entidad o de sus accionistas
SIC-27
Evaluación de la esencia de las transacciones que adoptan la forma legal de un arrendamiento
SIC-29
Información a revelar — Acuerdos de concesión de servicios
SIC-31
Ingresos ordinarios — Permutas que comprenden servicios de publicidad
SIC-32
Activos intangibles — Costes de sitios web

## Normas Internacionales de Contabilidad del Sector Público (NICSP)
Las Normas Internacionales de Contabilidad del Sector Público (NICSP) son desarrolladas por el Consejo de Normas Internacionales de Contabilidad del Sector Público (IPSASB, por sus siglas en inglés).  Las NICSP establecen los requerimientos para la información financiera de los gobiernos y otras entidades del sector público.

## NIIF para Pequeñas y Medianas Empresas (PYMES)
En julio de 2009, la IASB publicó la versión de las Normas Internacionales de Información Financiera para las Pequeñas y Medianas Empresas (IFRS for SMEs, por sus siglas en inglés). Las NIIF para PyMes son una versión simplificada de las NIIF, compuesta por 35 secciones, donde trata los temas enfocados en las PyMes. Las 5 características de esta simplificación son:
- Algunos temas en las NIIF-Totales son omitidos, ya que no son relevantes para las PyMes típicas.
- Algunas alternativas a políticas contables en las NIIF-Totales no son permitidas, ya que una metodología simple está disponible para las PyMes.
- Simplificación de muchos principios de reconocimiento y medición de aquellos que están en las NIIF-Totales.
- Sustancialmente menos revelaciones.
- Simplificación de Exposición de motivos con los demás cambios.[4]

## Marco Legal
El marco legal para la preparación de los estados financieros establece los principios básicos para las NIIF, aunque el marco legal de la NIIF no existe como tal. El marco conceptual establece los objetivos de los estados financieros y proporciona información acerca de la posición financiera, rendimiento y cambios en la posición financiera de la entidad que es útil para que un amplio rango de usuarios puedan tomar decisiones.

## Elementos de los Estados Financieros
El marco que establece los Estados de Posición Financiera (Balance), comprende:
- Activos: Recurso controlado por la empresa como resultado de sucesos pasados del que se espera obtener beneficios económicos futuros.
- Pasivos: Obligación actual de la empresa, surgida a raíz de sucesos pasados, al vencimiento de la cual, y para cual la empresa espera desprenderse de recursos que incorporan beneficios económicos.
- Patrimonio neto: Es la parte residual de los activos de la empresa, una vez deducidos todos sus pasivos.
- Ingresos: Incrementos de beneficios económicos mediante el recibimiento o incremento de activos o decremento de los pasivos.
- Gastos: Decrementos en los bienes económicos por servicios y bienes obtenidos o comprados.

## Contenido de los Estados Financieros
Los Estados Financieros bajo la normativa NIIF comprenden:
- El Estado de situación patrimonial ("Balance General")
- El Estado de Resultados ("Cuenta de pérdidas y ganancias")
- El Estado de evolución de patrimonio neto y Estado de Resultados Integrales
- El Estado de Flujo de Efectivo ("Estado de origen y aplicación de fondos")
- Las notas explicativas o memoria, incluyendo un resumen de las políticas de contabilidad significativas.

Los estados financieros se deben presentar juntos, por lo que no es admisible una presentación pública parcial. Para presentar resultados existe una versión interna (NIC 34), que permite reducir y simplificar su contenido.

## Propiedades, Plantas y equipos
Las propiedades, plantas y equipos son medidas inicialmente a su costo. Este puede incluir los costos directamente atribuidos a la adquisición, construcción o producción si la entidad opta por adoptar una política consistente.
Propiedades plantas y equipos pueden ser revaluados a su valor justo si todos los activos de su clase son tratados así (por ejemplo, la revaluación de todas nuestras propiedades) (NIC 16.31 y 36). Las ganancias de las revaluaciones son directamente ajustadas contra el patrimonio, no en el estado de resultado; las pérdidas de valor son reconocidas como pérdidas en el estado de resultado (NIC 16.39 y 40).
La depreciación se cargan por el costo o valor del activo a lo largo de su vida útil estimada hasta el importe recuperable (NIC16.50). El costo de depreciación se reconoce como un gasto en el estado de resultado, salvo que se incluya en el valor contable de otro activo. (NIC 16.47). La depreciación de las Propiedades Plantas y equipos utilizadas para actividades de desarrollo pueden incluirse en el costo de un activo intangible reconocido de acuerdo con NIC 38 Activos intangibles (NIC 16.49). El método de depreciación y el valor recuperable se debe revisar anualmente (NIC 16.61). En la mayoría de los casos el método de "línea recta", con el mismo cargo de depreciación a partir de la fecha cuando un activo se pone en uso hasta que se espere que se venda o no se obtengan más beneficios económicos de él, pero también otros métodos de depreciación se usan si los activos se utilizan proporcionalmente más en algunos períodos que otros (NIC 16.56).

## Inventarios
El inventario es valorizado al valor más bajo entre su costo y su valor neto de realización (NIC 2.9), de forma similar como el más bajo entre costo o valor de mercado, usado con los Principios de Contabilidad Generalmente Aceptados.
El costo comprende todos los gastos de adquisición, los costos de conversión y otros costos incurridos en dejar los productos en su ubicación y condiciones (NIC 2.10). En caso de que los productos individuales no sean identificables, primero en entrar, primero en salir (FIFO) será el método utilizado, de tal forma que el costo en libros represente a los artículos más recientemente adquiridos. El método último en entrar, primero en salir (LIFO) no es aceptado (NIC 2.25).
El valor neto de realización es el precio estimado de venta menos los costos para completar los costos de venta (NIC 2.6).